# Хеффернан, Дин
Дин Джеймс Хеффернан (англ. Dean James Heffernan; род. 19 мая 1980, Сидней) — австралийский футболист и тренер, выступавший на позиции защитника, играл за сборную Австралии.

## Клубная карьера
Свою футбольную карьеру начинал в клубах Национальная футбольная лига, таких как «Вуллонгонг Вулвз», «Сидней Юнайтед» и «Сазерленд Шаркс».
В первом сезоне Эй-лиги забил 7 голов в 19 матчах регулярного чемпионата в составе «Сентрал Кост Маринерс» и по итогам сезона был включён в состав команды мечты изданием FourFourTwo. В марте 2006 года вместе с одноклубником Майклом Бошамом был на просмотре в клубе Бундеслиги «Нюрнберг», по результатам которого оба футболиста были отправлены в данный клуб в аренду на один сезон. За основной состав клуба Дин не провёл ни одного матча, за резервный состав провёл 8 матчей и забил 5 голов и вернулся обратно в «Сентрал Кост Маринерс».
22 декабря 2007 года в матче «моряков» против «Сиднея» в столкновении с Уфуком Талаем сломал ногу, из-за чего вынужден был пропустить остаток сезона 2007/08. После окончания сезона 2009/10 вошёл в символическую сборную лиги. Так как по результатам этого сезона «Сентрал Кост» не попал в стадию плей-офф, Дин заключил два контракта, один с клубом «Мельбурн Харт», по которому он становился игроком клуба с начала сезона 2010/11, и второй с «Хаддерсфилд Таун», выступающим в первой английской лиге, до конца сезона, для подготовки к Чемпионату мира 2010. Дебютировал за «терьеров» в матче против «Йовил Таун» 30 января 2010 года. Хеффернан покинул «Хаддерсфилд Таун» после поражения со счётом 2:0 от «Миллуолла» в полуфинале плей-офф, отыграв 15 матчей. Он отправился обратно в Австралию в свой новый клуб «Мельбурн Харт». В первой половине сезона 2010/11 он сыграл в большинстве игр, однако после удаления в матче с «Брисбен Роар», его место на поле занял Азиз Бехич, Дин перестал попадать в состав, а иногда даже в заявку на матч.
В дальнейшем выступал за клубы Эй-лиги «Перт Глори» и «Уэстерн Сидней Уондерерс», за клуб китайской Суперлиги «Ляонин Хувин» и полупрофессиональные клубы Австралии.

## Международная карьера
Впервые был вызван в сборную Австралии на матч против Аргентины 11 сентября 2007 года, но на поле так и не вышел. Дебютировал 28 января 2009 года в отборочном матче к Кубку Азии 2011 против сборной Индонезии на стадионе «Гелора Бунг Карно» в Джакарте. В январе 2010 в матче против сборной Кувейта забил гол на 15-й минуте.
| Гол | Дата          | Стадион                        | Соперник | Счёт | Окончательный счёт | Соревнование                      |
| --- | ------------- | ------------------------------ | -------- | ---- | ------------------ | --------------------------------- |
| 1   | 6 января 2010 | Аль-Кувейт, Эль-Кувейт, Кувейт | Кувейт   | 2:0  | 2:2                | Отборочный турнир Кубка Азии 2011 |

| # | Дата           | Соперник  | Счёт | Окончательный счёт | Соревнование                      | Сыграно времени |
| 1 | 29 января 2009 | Индонезия | 0:0  | ничья              | Отборочный турнир Кубка Азии 2011 | 76'             |
| 2 | 6 января 2010  | Кувейт    | 2:2  | ничья              | Отборочный турнир Кубка Азии 2011 | 90              |

## Достижения

### Клубные
- Победитель регулярного чемпионата Эй-лиги: 2007/08